# Несвило
Несвило́ (бел. Несвіло́) — деревня в Брестском районе Брестской области Белоруссии. Входит в состав Чернавчицкого сельсовета.

## География
Эта небольшая деревня представляет собой живописное место с небольшим количеством населения (в 2009 году — 50 человек). Нет водоёмов, но неподалёку находится река Лесная. Ближайшие населенные пункты — Вистычи, Козловичи, Чернавчицы. В деревне нет общеобразовательного учреждения.
До центра сельсовета по автодорогам — 4 км на восток, до центра города Бреста — 17 км по автодорогам на юг.

## Климат
Климат в районе Бреста — умеренно континентальный. Из-за влияния морских воздушных масс характерна мягкая зима и умеренно тёплое лето. Циклоны, которые являются причиной этого, перемещаются с Атлантического океана с запада на восток. Средняя температура января −2,6 °C, июля +19,3 °C. Годовое количество осадков 609 мм.

## История
В XIX веке — государственная собственность в Брестском уезде Гродненской губернии в составе имения Большая Курница. В 1870 году относилась к Чернаковскому сельскому обществу.
По переписи 1897 года — деревня Косичской волости Брестского уезда, 18 дворов, 2 ветряные мельницы.
После Рижского мирного договора 1921 года — в составе гмины Косичи Брестского повята Полесского воеводства Польши, 6 дворов. С 1939 года — в составе БССР.